# Simon Fuller
Simon Fuller (n. 17 mai 1960, Hastings) este un producător englez de muzică și de televiziune, cunoscut ca și creatorul concursurilor Pop Idol și So You Think You Can Dance.
1. ↑  Simon Fuller (2), Discogs, accesat în 9 octombrie 2017
2. ↑  „Simon Fuller”, Gemeinsame Normdatei, accesat în 28 aprilie 2014